# بوينغ بي-17 القلعة الطائرة
بوينغ بي-17 القلعة الطائرة هي قاذفة قنابل ثقيلة، ذات أربع محركات، صنعت بالثلاثينيات من القرن العشرين، عندما طلب سلاح الجو الأمريكي. مئتي طائرة قاذفة وقد تنافست طائرات دوجلاس ومارتن إضافة إلى بي -17 علي عقد التصنيع. وعلى الرغم من أن (بوينغ) قد خسرت العقد، بسبب تحطم النموذج الاولي لل بي-17، إلا أن القوات الجوية الأمريكية اعجبت بالنموذج لدرجة أنها طلبت أكثر من ثلاثة عشر طائرة من نوع بي-17 للمزيد من التقييم.
منذ وقت عرض هذا النوع عام1938، وشركة بوينغ قدمت الكثير من الأنواع والموديلات المختلفة.
استخدمت بي-17 اساسا من قبل القوات الجوية الأمريكية (USAAF) كقاصفة نهارية في حملة القصف الإستراتيجي ضد المراكز الصناعية والعسكريــة الألمانية خلال الحرب العالمية الثانية.
واستخدمت القوة الثامنة الجوية قاذفات بي -17 من عدة قواعد جوية جنوب إنجلترا، إضافة إلى القوة الخامسة عشرة المتمركزة بإيطاليا بالتكامل مع سلاح الجو البريطاني (الذي قام بالغارات الليلية)في الغارات الجوية المكثفة على المدن الألمانية والمراكز الصناعية وميادين القتال لتامين التفوق الجوي والتمهيد لعملية تحرير فرنسا.
وقد شاركت البي -17 أيضاً ولكن بكثافة اقل في الحرب في المحيط الهادي حيث شنت غارات على القواعد الجوية والبحرية اليابانية.
لاحظت القوة الجوية الأمريكية (في طائرات بي -17 سلاحا ستراتيجيا فعالا منذ البداية بسبب قدرتها على التحليق لارتفاعات شاهقة ومداها البعيد وقدرتها على الدفاع عن نفسها والعودة للديار سالمة مهما كانت اضرار المعركة التي تصيبها، وهذه المزايا اكسبتها سمعة اسطورية وتداول الناس قصص وصور كثيرة عن نجاة الطائرة من اصابات بليغة لحقت بها وعادت إلى قواعدها. وتفوقت ال بي-17 على جميع نظيراتها في دول الحلفاء بسبب سقف خدمتها الممتدد أكثر من أي طائرة أخرى، وقد القت البي -17 قنابل أكثر من أي قاذفة أمريكية أخرى فمن بين مليون ونصف طن متري من القنابل القتها الطائرات الأمريكية على ألمانيا وغرب أوروبا المحتلة كان نصيب البي -17 640,000 طن متري.
حتى عام 2011 ماتزال 13 طائرة بي-17 قابلة للطيران وعشرات أخرى موجودة في المخازن والمعارض.

## التطوير

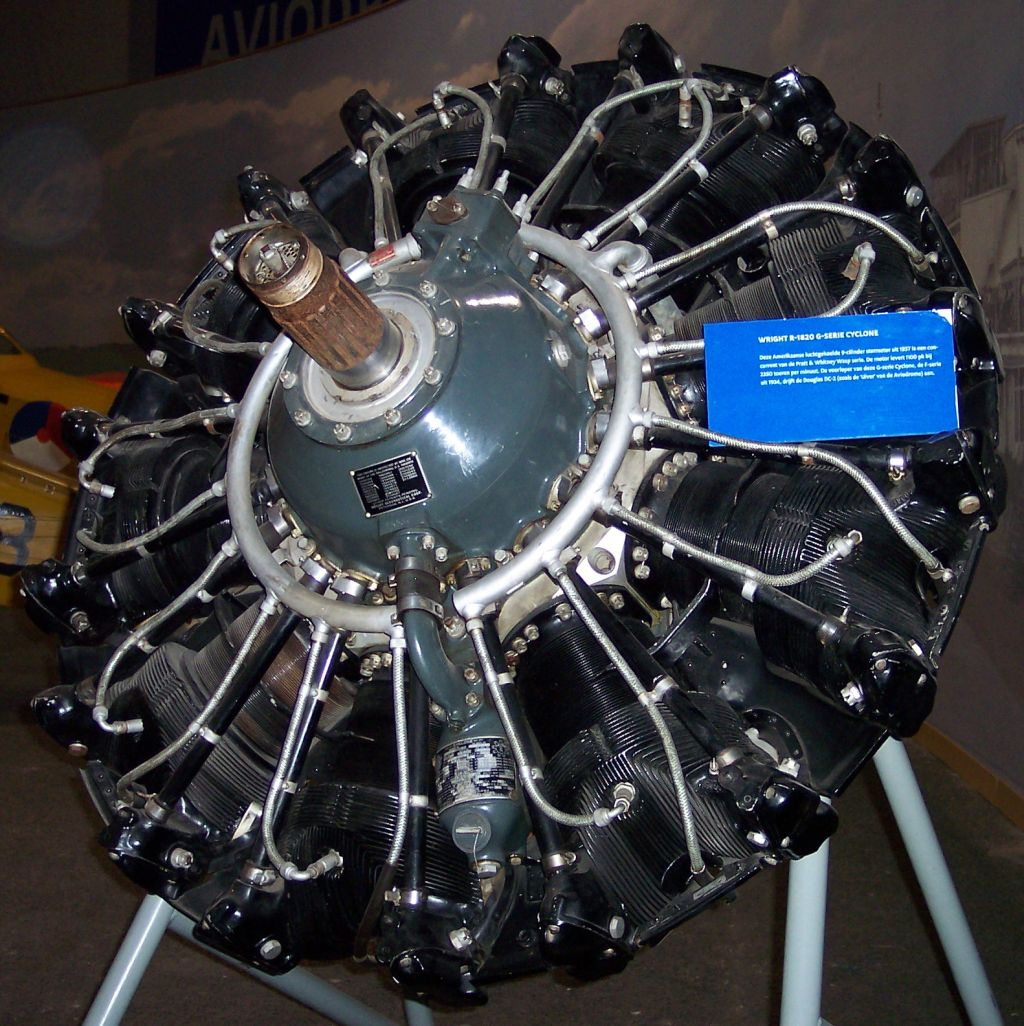
رايت آر-1820 جي

طرحت القوة الجوية الأمريكية مشروع لانتاج قاذفة متعددة المحركات لتحل محل (Martin B-10).
كانت القوة الجوية الأمريكية تتطلع لقاذفة قادرة على تعزيز القوة الجوية في هاواي، بنما، ألاسكا، واشترط في هذه القاذفة ان تحمل كمية كبيرة من القذائف على ارتفاع 3 كلم لمدة عشر ساعات وبسرعة 320 كلم /ساعة.
ورغبت القوة الجوية الأمريكية،(ولكن لم تشترط)قاذفة يبلغ مداها 3200 كلم بسرعة تبلغ 400 كلم/ساعة.وتجري مسابقة الطيران بين نماذج
(Boeing)، أو (Douglas DB-1)، أو (Martin Model 146) في ميدان رايت في دايتون بولاية أوهايو.
وقد صمم النموذج بي-17 (الموديل 299) من قبل فريق من المهندسين برئاسة (أي جيفرد امري) و (ادوارد كورتيز ويلز) علي نفقة شركة بوينغ الخاصة.وتالف النموذج بجمع خصائص القاذفة التجريبية (بوينغ اكس بي-15)مع خصائص الطائرة المدنية بوينغ 247.تألف تسليح البي-17 اس من 3202 كغم من القنابل على رفين في غرفة القنابل التي تقع خلف غرفة الطيار إضافة إلى خمس مدافع رشاشة عيار 7,62 ملم وجهزت باربع محركات نوع pratt&whitney R1690 .
أول طيران تجريبي للموديل 299 كان في يوم 28 تموز/يوليو 1935وقد وصفها أحد الصحفيين الحاضرين الاختبار بالقلعة الطائرة بسبب كثافة الاسلحة التي تحملها وأكثر الاسلحة غير الاعتيادية التي حفل بها هذا النموذج كان المدفع المفرد المثبت على انف الطائرة والذي يسمح بضرب الطائرات المهاجمة من أي زاوية امامية.
اوضحت شركة بوينغ للصحافة ان موديل 299 أول قاذفة من اربع محركات تستطيع الاستمرار بالتحليق مع تعطل أحد المحركات الاربع.

### 20أغسطس1935
طار النموذج الأول من مدينة سياتل إلى (ميدان رايت) في تسع ساعات وثلاث دقائق بمتوسط سرعة الانطلاق (406 كم/ساعة وأسرع بكثير من الطائرات المنافسة.

### 30أكتوبر1935
استمر التطوير علي طراز البوينغ 299، وفي يوم 30 أكتوبر 1935، قائد فيلق الاختبار التجريبي بالطيران الأمريكي (بلوير بيتر هيل) استخدم طراز 299 في رحلة التقييم الثاني. وقد حدث للطائرة حادث مؤسف بسبب سقوط بعض أجزائها مما أدى ذلك إلى مقتل (هيل) وتحطُم النموذج 299 تماماً مما أدى أيضاً إلى فشل عملية التقييم.

### 1941
الـ بي-17 بدأت خدمتها في الحرب العالمية الثانية مع سلاح الجو البريطاني في سنة 1941، ولكنها لم تكن ناجحة مع جنوب غرب المحيط الهادي.
دخلت بريطانيا الحرب العالمية الثانية مع عدم وجود أي قاذفات قنابل تابعة لها. القاذفات التي كانت لديهم من نوع متوسط وقصيرة المدى مثل ولينغتون فيكرز التي يمكن أن تحمل ما يصل إلى 4500 رطل من القنابل.
عام 1940 دخل سلاح الجو البريطاني باتفاقية مع القوات الجوية الأمريكية لتزويدهم ب 20 قاذفة (بي-17سي).

## الصور

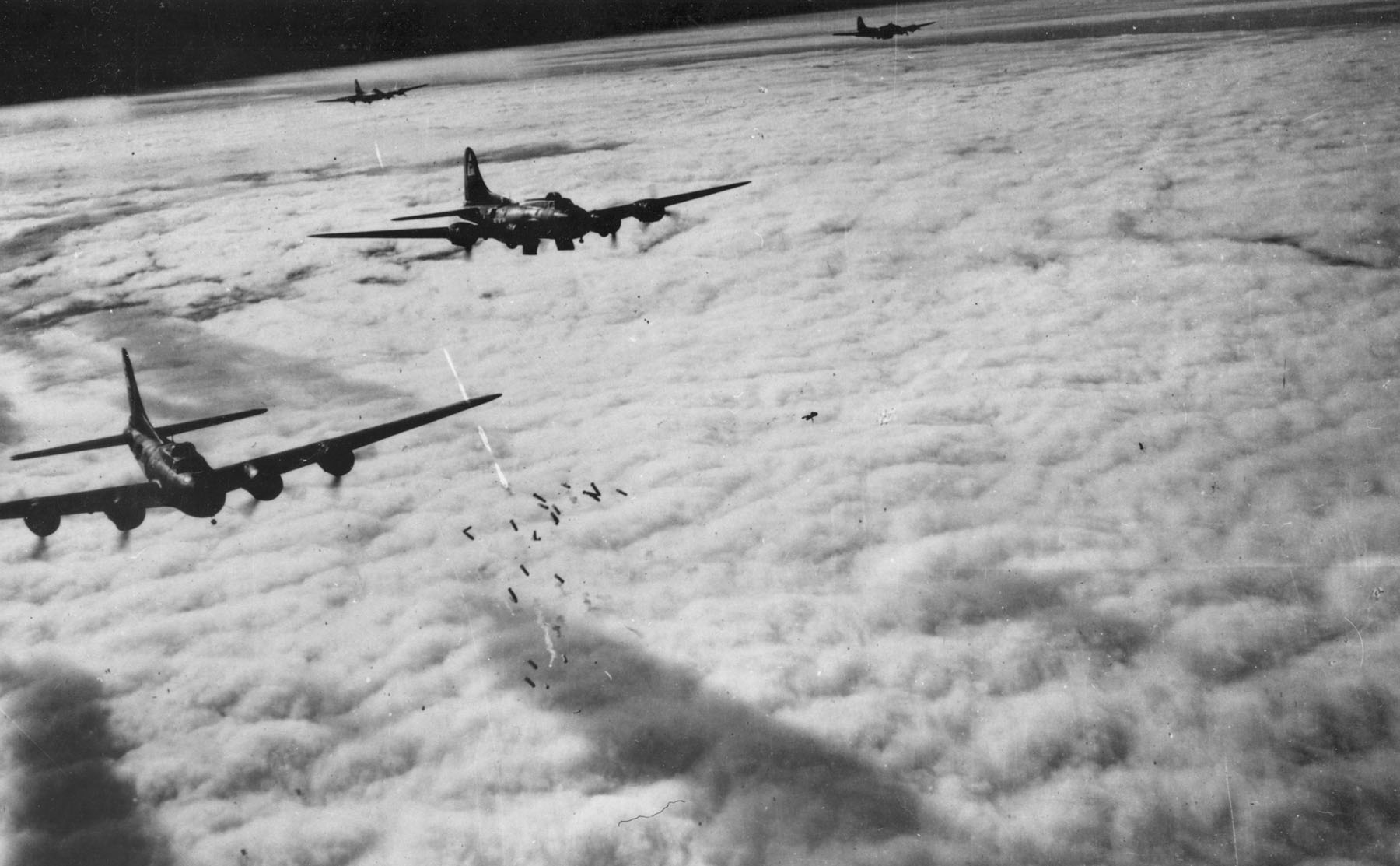
بوينغ بي-17 إف تقصف بريمن، ألمانيا في 13 نوفمبر، 1943
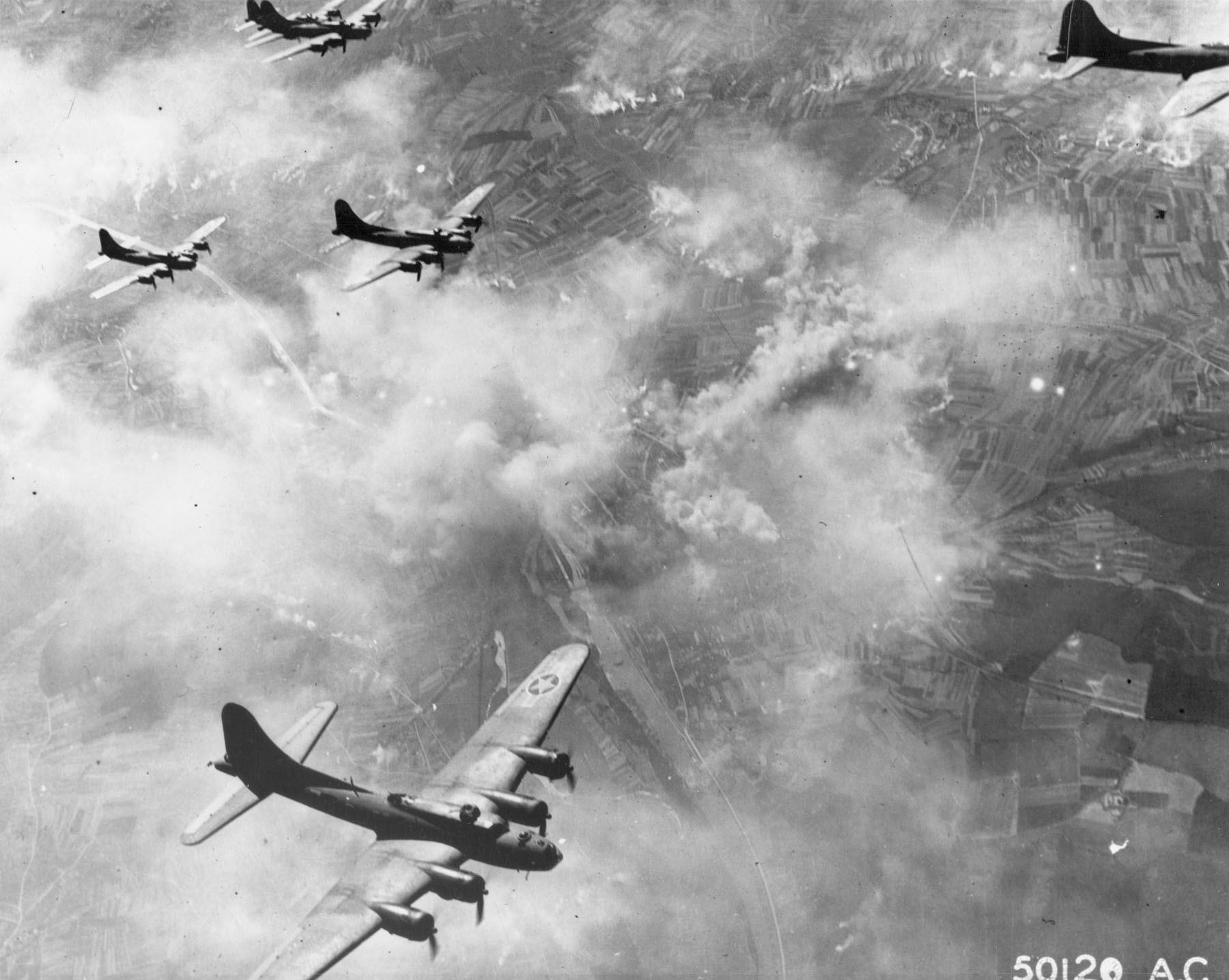
تشكيل المجموعة فوق شفاينفورت، ألمانيا في 17 أغسطس، 1943
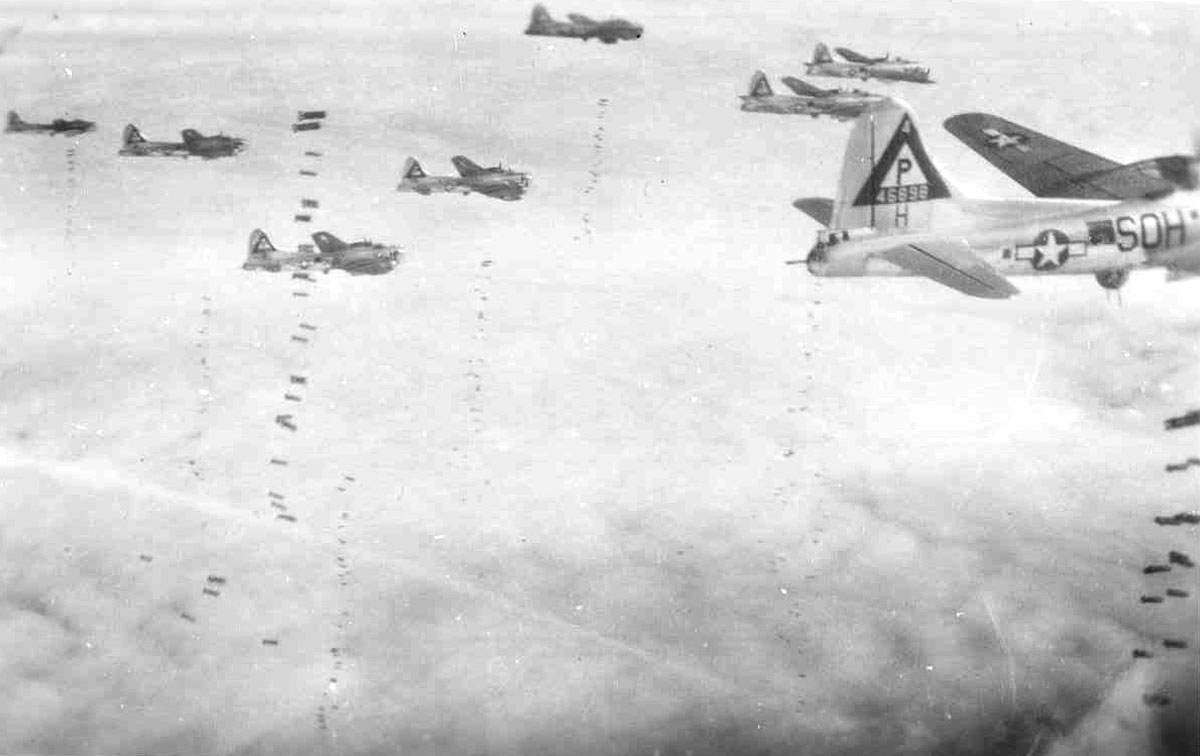
المجموعة 384 من الـ بي-17 جي تقصف
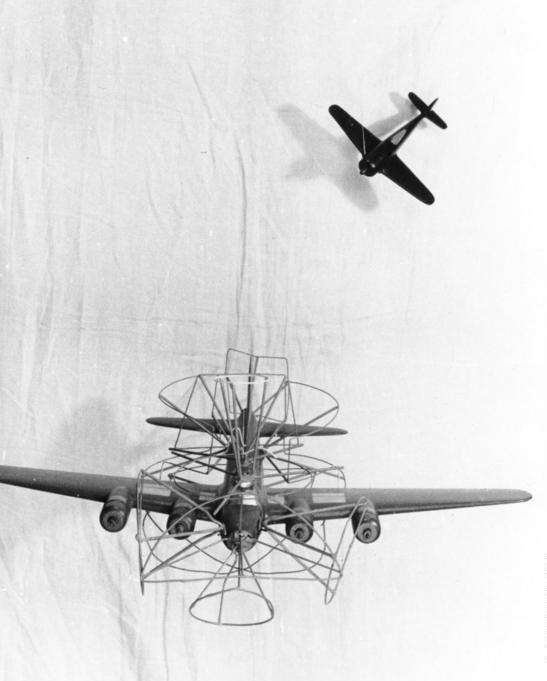
التدريب الألماني للقصف
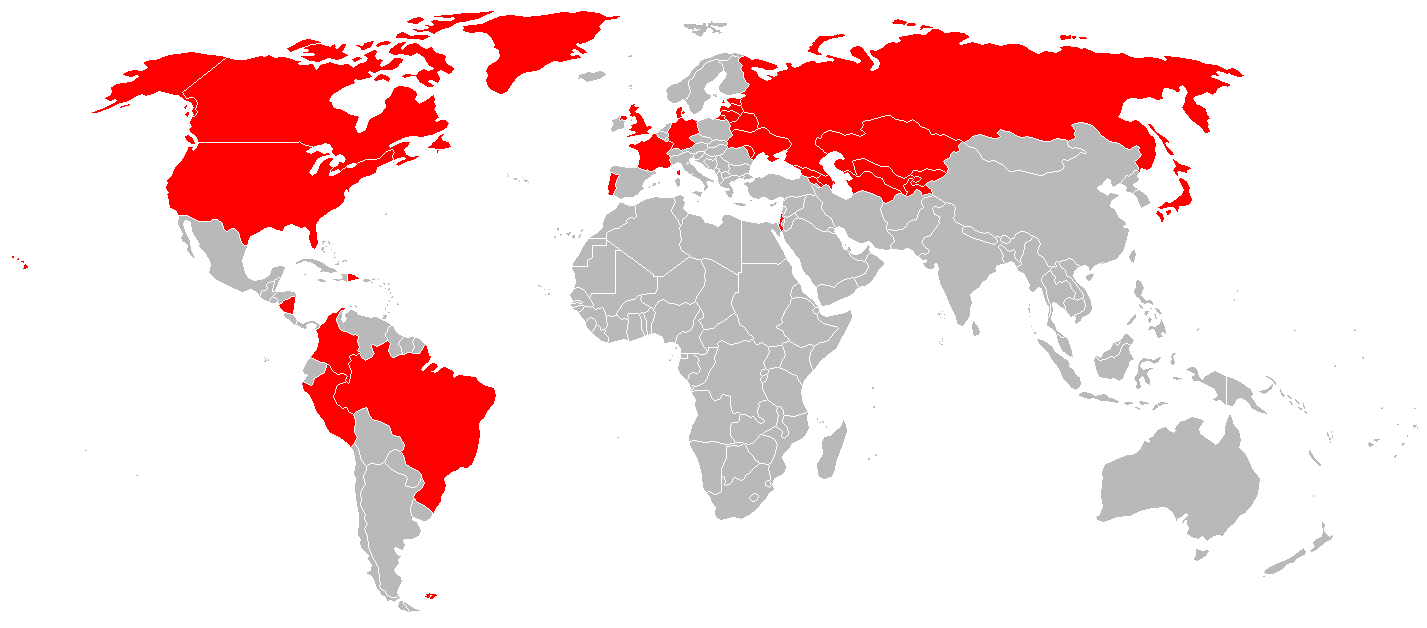
الاستخدامات العسكرية للـ بي-17
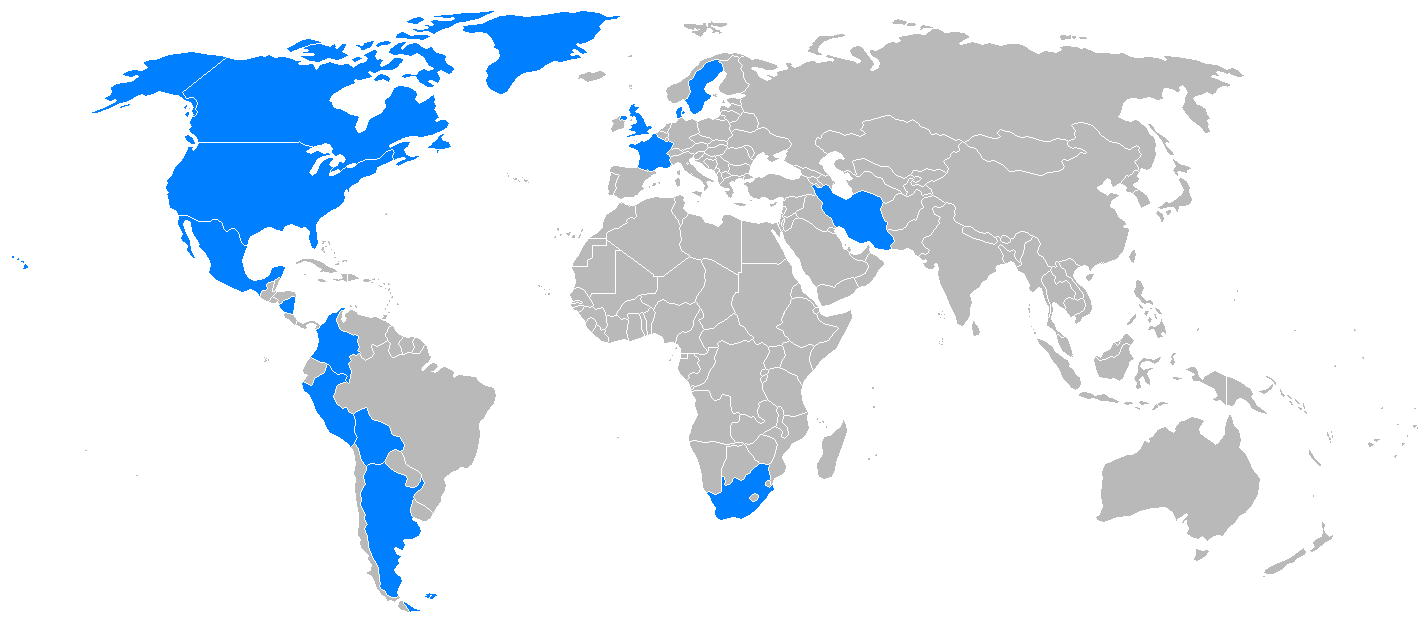
الاستخدامات المدنية للـ بي-17